# Hołowacze (obwód grodzieński)
Hołowacze (biał. Галавачы) – wieś na Białorusi, w obwodzie grodzieńskim, w rejonie grodzieńskim, w sielsowiecie Skidel. 
Siedziba parafii prawosławnej; znajduje się tu cerkiew pw. Podwyższenia Krzyża Świętego. 

## Historia
Dawniej wieś i dobra w województwie trockim Rzeczypospolitej Obojga Narodów. W 1558 dobra były własnością Lenarta Kłoczko. W czasach zaborów w granicach Imperium Rosyjskiego, w guberni grodzieńskiej. W latach 1921–1939 wieś i ówczesny folwark leżał w Polsce, w województwie białostockim, w powiecie grodzieńskim, w gminie Skidel.
Według Powszechnego Spisu Ludności z 1921 roku zamieszkiwały:
- wieś – 284 osoby, 3 było wyznania rzymskokatolickiego, 281 prawosławnego. Jednocześnie 3 mieszkańców zadeklarowało polską przynależność narodową, 281 białoruską. Było tu 61 budynków mieszkalnych
- folwark – 34 osoby, 13 było wyznania rzymskokatolickiego, 21 prawosławnego. Jednocześnie 28 mieszkańców zadeklarowało polską przynależność narodową, 6 białoruską. Były tu 3 budynki mieszkalne[3].

Miejscowości należały do parafii prawosławnej w Skidlu i rzymskokatolickiej w Kaszubińcach. Podlegała pod Sąd Grodzki w Skidlu i Okręgowy w Grodnie; właściwy urząd pocztowy mieścił się w Skidlu.
W wyniku napaści ZSRR na Polskę we wrześniu 1939 miejscowość znalazła się pod okupacją sowiecką. 2 listopada została włączona do Białoruskiej SRR. 4 grudnia 1939 włączona do nowo utworzonego obwodu białostockiego. Od czerwca 1941 roku pod okupacją niemiecką. 22 lipca 1941 r. włączona w skład okręgu białostockiego III Rzeszy. W 1944 miejscowość została ponownie zajęta przez wojska sowieckie i włączona do obwodu grodzieńskiego Białoruskiej SRR.
Od 1991 wchodzi w skład Białorusi.